# Araneus russicus
Araneus russicus là một loài nhện trong họ Araneidae.
Loài này thuộc chi Araneus. Araneus russicus được miêu tả năm 1981 bởi Bakhvalov.